# Iraque nos Jogos Olímpicos de Verão de 1960
O Iraque  participou dos Jogos Olímpicos de Verão de 1960 em Roma, na Itália. Não conquistou nenhuma medalha, nem de ouro, nem de prata e nem de bronze. Foi a 2ª participação do país em Jogos Olímpicos de Verão.